# エル・マクファーソン
エル・マクファーソン（Elle Macpherson, 出生時はEleanor Nancy Gow, 1964年3月29日 - ）は、オーストラリア・シドニー出身のファッションモデルである。

## 経歴
オーストラリアニューサウスウェールズ州キラーラで生まれた。父親は音楽エンジニアでアントレプレナーのピーター・ゴウ、母親は看護師のフランセス・ゴウである。マクファーソンが10歳の時に両親が離婚したため、母親・兄弟と移住した。新しい学校での事務ミスにより、ゴウからマクファーソンに姓が変わった(母親の再婚相手の姓である)。
シドニー大学で一年間法律を学んだ。18歳の時にスカウトされてモデルの道に入った。その完璧なプロモーションから、“The Body”（ザ・ボディー）というニックネームを持っている。また、下着ブランド「エル・マクファーソン・インティメート」を興している。
女優として「泉のセイレーン」「マンハッタン・ラプソディ」「ザ・ワイルド」「バットマン&ロビン Mr.フリーズの逆襲」「ジェイン・エア」などに出演している。またシットコム「フレンズ」にもジョーイのルームメイト役でゲスト出演した。

## 家族
二度の婚姻歴がある。最初の結婚は1986年から1989年まで、写真家のジル・ベンシモンとで、ベンシモンとのコンビは一世を風靡した。二度目の結婚相手はホテル業者のジェフリー・ソファーである（2013年結婚）。
二人の子供アーパド・フリン・ブソン(1998年生まれ)とアウレリウス・サイアンドレア・ブソン(2003年生まれ)がいる。子供の父親は、1996年から2005年までパートナーであった投資家で億万長者のアーパッド・ブッソンである。

## 主な出演作品
- アリス Alice (1990)
- 泉のセイレーン Sirens (1993)
- サタデー・ナイト・ライブ Saturday Night Live, SNL (1996)
- ジェイン・エア Jane Eyre (1996)
- バットマン & ロビン Mr.フリーズの逆襲 Batman & Robin (1997)
- ザ・ワイルド The Edge (1997)
- フレンズ Friends (1999)